# Хервуд (Северна Дакота)
Хервуд (енгл. Harwood) град је у америчкој савезној држави Северна Дакота.

## Демографија
По попису из 2010. године број становника је 718, што је 111 (18,3%) становника више него 2000. године.
| Група             | 2000.       | 2010.       |
| Белци             | 600 (98,8%) | 707 (98,5%) |
| Афроамериканци    | 0 (0,0%)    | 1 (0,1%)    |
| Азијати           | 0 (0,0%)    | 0 (0,0%)    |
| Хиспаноамериканци | 4 (0,7%)    | 1 (0,1%)    |
| Укупно            | 607         | 718         |